# Ollári Rita
Ollári Rita modell, manöken, kozmetikus, tanár.

## Élete
A 90-es évek manökenje. Elvégezte az Állami Artistaképző Intézet manöken- és fotómodell szakát, ahol fotómodell és manöken oklevelet szerzett, majd a Magyar Divatintézet foglalkoztatta.
Fotói rendszeresen jelentek meg divatlapokban, például az  Ez a Divat-ban, és más kiadványokban. Testvére, Ollári Béla szintén manöken, segítette a pályafutása kezdetén. Fotómodell munkája mellett divabemutatókra is folyamatosan hívták. Náray Tamás,  S. Hegyi Lucia divattervezőkkel is dolgozott.
1989. október 29-én tartották az Év fotómodellje és az Év reklámmodellje pályázat döntőjét a Petőfi Csarnokban, ahol Ollári Rita lett az első helyezett.
Több nyelven beszél. A manökenpálya befejeztével gyermeke mellett tanulta a kozmetikus szakmát és megnyitotta első saját szépségszalonját. Kozmetikus, sminkes, tetováló lett. 1 gyermeke van, akinek a nevelése mellett, és a munka mellett kezdett el főiskolára majd egyetemre járni. Három diplomát is megszerzett, és tanfolyamokra, továbbképzésre járt. Kozmetikus mester és szakoktató lett.
Szülei pedagógusok, igy természetes volt, hogy ezen a területen is kipróbálja magát, egy általános iskolában tanít.
Mindemellett rajzol, fest, kapott felkérést egy kiállításhoz.